# (11764) Benbaillaud
(11764) Benbaillaud est un astéroïde de la ceinture principale découvert le 24 septembre 1960 par C. J. van Houten et I. van Houten-Groeneveld sur les plaques de l'observatoire Palomar prises par T. Gehrels.
Sa période orbitale est de 3,25 ans. Avec une magnitude absolue de 14,6 mag, il mesure environ 5 km de diamètre.
Benjamin Baillaud est le fondateur de l'observatoire du pic du Midi et le président fondateur de l'Union astronomique internationale.

## Source
- Dimension en fonction de la magnitude absolue : http://neo.jpl.nasa.gov/glossary/h.html